# Serguéi Aksiónov
Serguéi Valérievich Aksiónov (en ruso: Сергей Валерьевич Аксёнов, en ucraniano: Сергій Валерійович Аксьонов; Bălți, Unión Soviética, 26 de noviembre de 1972) es un político ruso de origen moldavo y el actual jefe de gobierno de la República de Crimea desde el 27 de febrero de 2014, territorio que la Federación de Rusia de facto controla desde los inicios de la guerra ruso-ucraniana.
Durante una ocupación armada del Consejo Supremo de Crimea por las fuerzas de autodefensa prorrusas, Aksiónov fue elegido el 27 de febrero de 2014 como primer ministro de Crimea. Desde el 5 de marzo, es buscado por el Servicio de Seguridad de Ucrania, acusado por «acciones encaminadas al derrocamiento violento, el cambio del orden constitucional, o la toma del poder del Estado».

## Biografía
Nació en Bălți, en la Moldavia Soviética, en noviembre de 1972. Su padre era el líder de un grupo llamado la Comunidad Rusa del Norte de Moldavia.
En 1989 se trasladó a Crimea y se inscribió en una escuela de ingenieros militares, sin embargo, la caída de la Unión Soviética se produjo antes de que pudiera graduarse de la academia para convertirse en un oficial del Ejército Rojo. Él se negó a prestar juramento de lealtad a Ucrania, a la que consideró «un apéndice injustamente cortado de Rusia».
En 1993 se graduó en el Colegio Militar-Político Construcción Superior en Simferópol. Desde 1993 hasta 1998 fue director adjunto de una empresa llamada Ellada, relacionada con los productos alimenticios. Luego hasta marzo de 2001 fue director adjunto de la empresa Asteriks, y desde abril de 2001 fue director adjunto de la empresa Eskada. Aksiónov fue también el jefe de la organización de la lucha grecorromana de Crimea.

### Carrera política
Su carrera política comenzó en Crimea en 2008. En ese año se convirtió en miembro de la Comunidad Rusa de Crimea y de la organización pública Cívica Activa de Crimea.
Entre 2008 y 2009, Aksiónov pidió prestado casi cinco millones de grivnas a Mykola Kirilchuk, exministro de industria de la República Autónoma de Crimea, para desarrollar el partido Unidad Rusa. Kirilchuk ha huido desde Crimea y ha estado tratando de obtener su dinero de vuelta, a través del sistema judicial. Desde 2009 ha sido miembro de la junta directiva en Cívica Activa de Crimea, copresidente del Consejo Coordinador de la organización ¡Por la Unidad de Rusia en Crimea! y líder del movimiento político Unidad Rusia.
Desde 2010 fue diputado del Consejo Supremo de Crimea, elegido a través de su partido que obtuvo 4% de los votos (justificando 3 escaños del total de 100 en el parlamento de Crimea).

#### Crisis de Crimea y anexión a Rusia

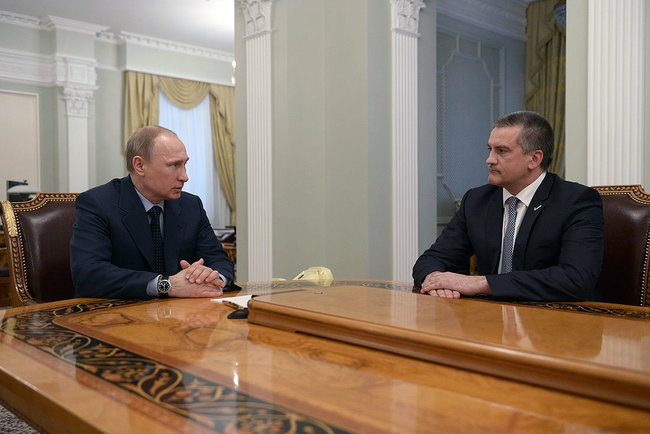
Aksiónov junto a Vladímir Putin el 14 de abril de 2014.

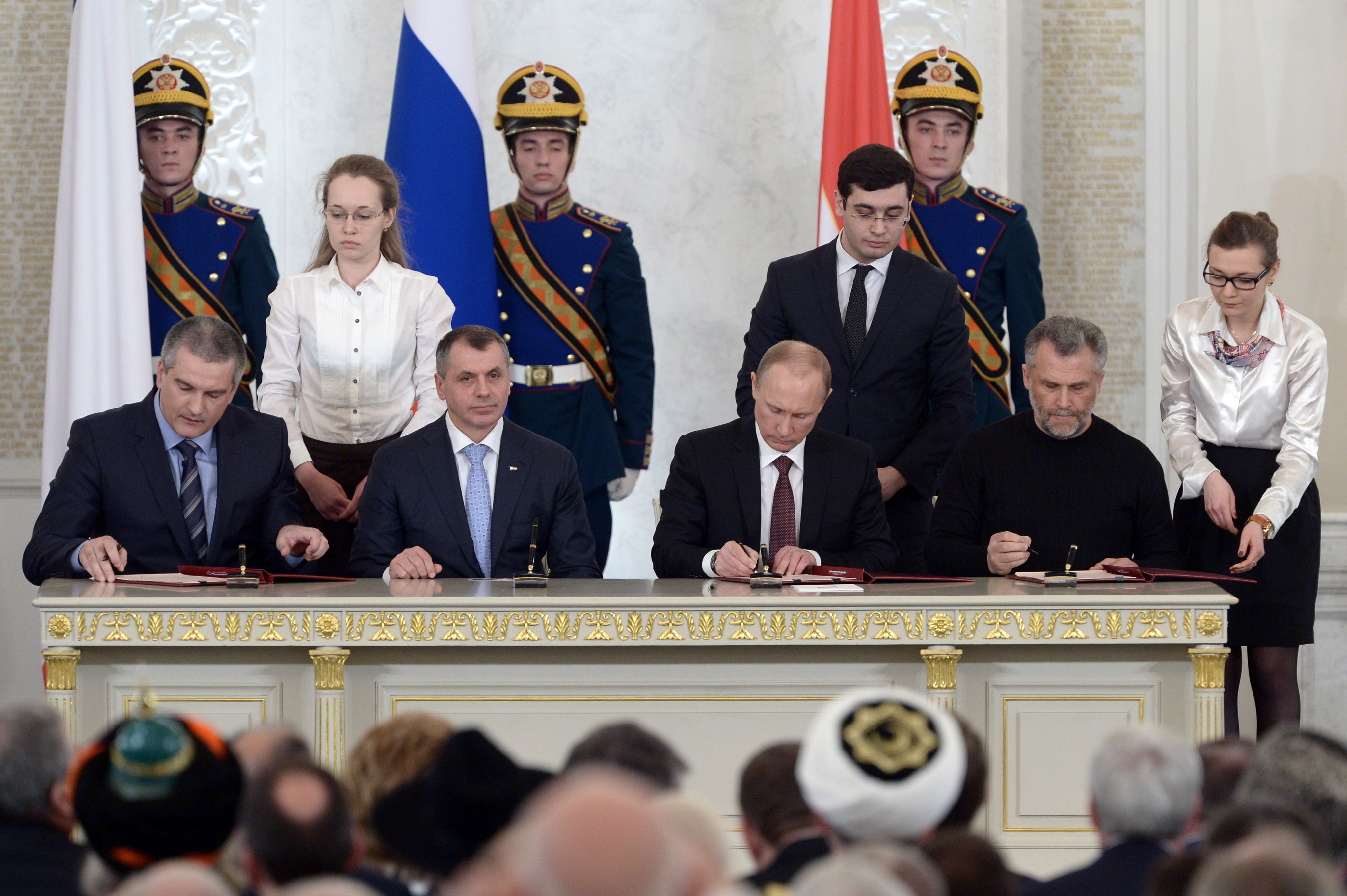
Firma de la anexión de Crimea y Sebastopol a la Federación de Rusia.

Después del Euromaidán y del derrocamiento de Víktor Yanukóvich, el 27 de febrero se celebró una sesión de emergencia en la legislatura de Crimea, mientras que fue ocupada por las fuerzas prorrusas armadas. Los hombres enmascarados se identificaron como miembros de las fuerzas de autodefensa de Crimea, todos los cuales, según Aksiónov, estaban directamente bajo su control. Tras una votación de 55 votos a favor de 64 presentes fue elegido como primer ministro.
Según la Constitución de Ucrania, el primer ministro de Crimea es nombrado por el parlamento de la república autónoma tras celebrar consultas con el presidente de Ucrania. El 1 de marzo, el presidente en funciones de Ucrania, Oleksandr Turchínov decretó el nombramiento de Serguéi Aksiónov como la cabeza del gobierno de Crimea como «inconstitucional».
Tras su nombramiento, afirmó el control sobre todas las fuerzas de seguridad en Crimea, con la ayuda de hombres armados y pidió al presidente ruso recibir asistencia en el mantenimiento de la «paz y tranquilidad».
El 5 de marzo, el tribunal de distrito de Shevchenko de Kiev emitió una orden de arresto contra Aksiónov y Vladímir Konstantínov, siendo buscados por el Servicio de Seguridad de Ucrania.
Debido al referéndum sobre la anexión de Crimea a Rusia, Canadá, la Unión Europea y Estados Unidos incluyeron a Aksiónov en las listas de sanciones. Sus activos en estos países se congelaron y se le prohibió la entrada a los mismos.
El 18 de marzo fueron firmados los acuerdos de anexión a la Federación de Rusia de la República de Crimea y la ciudad de Sebastopol como dos sujetos federales. La República de Crimea se incorporó bajo el estatus de «república», mientras que Sebastopol lo hizo bajo el estatus de «ciudad federal». Los firmantes del tratado, además de Serguéi Aksiónov, fueron Vladímir Konstantínov, Vladímir Putin y Alexéi Chaly.

## Controversias
Durante la sesión donde fue elegido primer ministro, se denunciaron amenazas y que los hombres de autodefensa presentes estaban armados. Algunos legisladores afirmaron que no se acercaron al edificio. Otros negaron estar en Simferópol y que las tarjetas de votación utilizadas bajo su nombre fueron robadas de la caja fuerte del parlamento. Al anterior primer ministro de Crimea, Anatoli Maguilov, se le prohibió asistir a la sesión. También se han denunciado supuestos vínculos de Aksiónov con el presidente depuesto de Ucrania.
Anteriormente, algunas fuentes afirmaron que Aksiónov sirvió a mediados de la década de 1990 como teniente o supervisor con el apodo de "Goblin" de la banda criminal organizada «Salem». Aksiónov ha sido acusado de estar involucrado en una pandilla vinculada a varios asesinatos por encargo entre 1994 y 1996. En enero de 1996, resultó herido después de un Volvo en el que viajaba volcó en la autopista Simferópol - Moscú durante un tiroteo.
En 2010, Aksiónov demandó a Mijaíl Bakharev, vicepresidente del Parlamento de Crimea, por hacer declaraciones de este tipo. Andriy Senchenko, miembro de la Rada Suprema como parte del partido Batkivshchyna, alegó que Aksiónov participó en estas actividades del crimen organizado junto con el presidente del Consejo Supremo crimeo, Vladímir Konstantínov. Aksiónov fue investigado por la policía en dos asesinatos ocurridos en 1997 y 2004, pero nunca ha sido procesado.
En 2016, la Fiscalía General de Ucrania ordenó su detención por la entrega a Rusia del ex campamento de niños soviético Artek.
Aksyonov ha dicho que los homosexuales "no tienen ninguna posibilidad" en Crimea y que "nosotros en Crimea no necesitamos a esas personas". También prometió que si los homosexuales intentaran realizar reuniones públicas, "nuestra policía y las autodefensas reaccionarán de inmediato y en tres minutos les explicarán qué tipo de orientación sexual deben seguir".